# 재생산
재생산(再生産)은 끊임없는 재생산 과정으로서 계속적으로 이루어지는 것이다. 마르크스경제학에서 순환의 과정을 의미한다. 이 재생산은 다음 두 가지로 나뉜다. 즉 재생산이 동등한 규모로 이루어질 경우 이것은 '단순 재생산'이라 하고 또한 확대된 형태로 재생산이 이루어질 때 '확대 재생산'이라 한다.